# Алвес, Вана
Ванаилсон Лусино де Соуза Алвес (порт. Vanailson Luciano de Souza Alves; род. 25 апреля 1991, Планальтина, Федеральный округ, Бразилия), более известен как Вана — бразильский футболист, вратарь лимасольского «Ариса».

## Карьера

### Начало карьеры
Воспитанник футбольной академии бразильского клуба «Атлетико Паранаэнсе», к которой присоединился в 2006 году. В 2010 году  присоединился к академии бразильского клуба «Коритиба». В 2012 году был переведён в основную команду клуба. В 2012 году на правах арендного соглашения выступал за бразильские клуба «Каноас» и «Шапекоэнсе». За основную команду «Коритибы» дебютировал 27 января 2013 года в матче против клуба «Сианорти». Дебютный матч в чемпионате сыграл 28 сентября 2013 года против клуба «Наутико». Однако закрепиться в основной команде клуба у футболиста не получилось, на протяжении сезонов выступая в роли резервного вратаря. В январе 2016 года на правах арендного соглашения присоединился к бразильскому клубу АБС. Футболист быстро смог закрепиться в клубе, став основным вратарём. В июле 2016 года был отозван из аренды.

### «Фейренсе»
В июле 2016 года перешёл в португальский клуб «Фейренсе». Начинал сезон в португальском клубе на скамейке запасных. Дебютировал за клуб 9 октября 2016 года в матче Кубка португальской лиги против клуба «Тондела». Свой дебютный матч в чемпионате сыграл 22 октября 2016 года против сетубалской «Витории». В последствии футболист смог закрепиться в стартовом составе клуба. По итогу сезона вместе с клубом завершил чемпионат на итоговом восьмом месте в турнирной таблице. На протяжении сезона выступал за португальский клуб в роли основного вратаря, отличившись 8 мачтами, в которых оставил свои ворота нетронутыми. По окончании сезона португальский клуб предлагал услуги футболиста таким клубам как лиссабонская «Бенфика», «Брага» и «Порту», за сумму около 800 тысяч евро.

### «Порту»
В июне 2017 года перешёл в португальский «Порту», подписав четырёхлетний контракт. Однако на протяжении большей части сезона футболист оставался в клубе в роли резервного вратаря, часто даже не попадая в заявку основной команды. Дебютировал за клуб в заключительном туре чемпионата 12 мая 2018 года в матче против «Витории», в котором отыграл 80 минут. По итогу дебютного сезона вместе с клубом стал победителем чемпионата. Вместе с клубом стал обладателем Суперкубка Португалии, где в финале 4 августа 2018 года победили клуб «Авеш». Вместе с клубом дошёл до четвертьфинала Лиги чемпионов УЕФА, однако все матчи провёл на скамейке запасных. Также за сезон стал серебряным призёром Кубка португальской лиги, Кубка Португалии и чемпионата. Сам же вратарь выступал за клуб лишь под конец сезона, заменив Икера Касильяса, у которого случился сердечный приступ.

### «Фамаликан»
В августе 2019 года на правах арендного соглашения присоединился к португальскому клубу «Фамаликан», соглашение с которым было рассчитано до конца сезона. Дебютировал за клуб 20 октября 2019 года в матче Кубка Португалии против клуба «Лузитания». Первый матч в чемпионате сыграл 30 октября 2019 года против клуба «Жил Висенте». В начале 2020 года смог закрепиться в основной команде клуба, став основным вратарём. Вместе с клубом успел дойти до полуфинала Кубка Португалии, а также завершил чемпионат на итоговом шестом месте в турнирной таблице. В октябре 2020 года на правах свободного агента полноценно присоединился к «Фамаликану». Однако уже с конца января 2021 года потерял место в стартовом составе, проведя весь сезон на скамейке запасных. По окончании сезона покинул португальский клуб.

### «Арис» Лимасол

#### Сезоны 2021—2023
В июле 2021 года на правах свободного агента присоединился к лимасольскому «Арису». Дебютировал за клуб  22 августа 2021 года в матче против никосийского «Олимпиакоса». По итогу дебютного сезона вместе с клубом занял итоговое четвёртое место в чемпионате, заработав право на участие в еврокубковых турнирах. На протяжении своего дебютного сезона выступал за клуб в роли ключевого вратаря. В июле 2022 года вместе с клубом отправился на квалификационные матчи Лиги конференций УЕФА, где по сумме матчей уступили азербайджанскому «Нефтчи». На начало нового сезона футболист также был выбран новым капитаном кипрского клуба. В мае 2023 года был удостоен ряда наград по итогам чемпионата, таких как «Лучший вратарь чемпионата», «Golden Gloves» и «вратарь в команде сезона от Ассоциации футболистов Кипра». По итогу сезона вместе с клубом стал победителем чемпионата. На протяжении всего сезона продолжал выступать за клуб в роли основного вратаря.

#### Сезон 2023/24
В мае 2023 года продлил свой контракт с лимасольским клубом до конца июня 2026 года. Новый сезон начал с победы за Суперкубок Кипра, где в финале 21 июля 2023 года победили никосийскую «Омонию». В июле 2023 года вместе с клубом отправился на квалификационные матчи Лиги чемпионов УЕФА. Первый матч в рамках еврокубкового турнира сыграл 26 июля 2023 года против белорусского клуба БАТЭ. Первый матч в чемпионате сыграл 21 августа 2023 года против клуба АЕК. По итогу еврокубковых квалификаций вместе с клубом вышел в групповой этап Лиги Европы УЕФА. Первый матч в рамках группового этапа Лиги Европы УЕФА сыграл 21 сентября 2023 года против чешской «Спарты». По итогу группового этапа Лиги Европы УЕФА вместе с клубом занял итоговое последнее место и завершил своё выступление на еврокубковом турнире. По итогу сезона вместе с клубом завершил чемпионат на итоговом четвёртом месте.

#### Сезоны 2024—2026
Новый сезон начал 24 августа 2024 года с матча против клуба «Кармиотисса». По итогу сезона вместе с кубом стал серебряным призёром чемпионата, вновь заработав себе право на участие в еврокубковых квалификациях. На протяжении всего сезона продолжал выступать за клуб в роли основного вратаря, пропустив лишь кубковые матчи и концовку чемпионата. В июле 2025 года вместе с клубом отправился на квалификационные матчи Лиги конференций УЕФА. Первый матч в рамках еврокубкового турнира сыграл 24 июля 2025 года против венгерского клуба «Академия Пушкаша». По итогу третьего квалификационного раунда вместе с клубом уступили греческому клубу АЕК, завершив своё выступление на еврокубковом турнире.

## Достижения
«Коритиба»
- Победитель Лиги Паранаэнсе: 2013

АБС
- Победитель Лиги Потигуар: 2016

«Порту»
- Чемпион Португалии: 2017/18
- Обладатель Суперкубка Португалии: 2018

«Арис» Лимасол
- Чемпион Кипра: 2022/23
- Обладатель Суперкубка Кипра: 2023